# Cassie Sharpe
Cassie Sharpe (ur. 14 września 1992 w Calgary) – kanadyjska narciarka dowolna specjalizująca się w halfpipie, mistrzyni olimpijska z 2018 roku, wicemistrzyni olimpijska z 2022 roku, trzykrotna medalistka mistrzostw świata.
W zawodach Puchar Świata zadebiutowała 24 marca 2012 w Mammoth Mountain, zajmując 17. miejsce. Tym samym już w swoim debiucie wywalczyła pierwsze pucharowe punkty. Na podium zawodów tego cyklu po raz pierwszy stanęła 12 marca 2015 roku w Tignes, wygrywając rywalizację w halfpipie. W zawodach tych wyprzedziła Ayanę Onozukę z Japonii oraz Britę Sigourney z USA. Najlepsze wyniki w Pucharze Świata osiągnęła w sezonie 2017/2018, kiedy to zajęła siódme miejsce w klasyfikacji generalnej a w klasyfikacji half-pipe’a zdobyła Małą Kryształową Kulę. W sezonie 2018/2019 ponownie była najlepsza w klasyfikacji halfpipe’u.
Na mistrzostwach świata w Kreischbergu rozdzieliła dwie Szwajcarki: Virginie Faivre i Mirjam Jäger. Na igrzyskach olimpijskich w Pjongczangu w 2018 roku zdobyła złoty medal olimpijski w halfpipie. Rok później, na mistrzostwach świata w Park City zdobyła srebrny medal, ulegając jedynie Estonce Kelly Sildaru.
W 2019 roku zdobyła złoty medal w konkurencji superpipe podczas Winter X Games 23. Z kolei rok wcześniej oraz rok później, podczas Winter X Games 22 i Winter X Games 24 zajęła trzecie miejsce. Podczas Winter X Games 25 w 2021 roku wywalczyła srebro.

## Osiągnięcia

### Igrzyska olimpijskie
| Miejsce | Dzień     | Rok  | Miejscowość | Konkurencja | Zwyciężczyni |
| ------- | --------- | ---- | ----------- | ----------- | ------------ |
| 1.      | 20 lutego | 2018 | Pjongczang  | halfpipe    | –            |
| 2.      | 18 lutego | 2022 | Pekin       | halfpipe    | Eileen Gu    |

### Mistrzostwa świata
| Miejsce | Dzień       | Rok  | Miejscowość   | Konkurencja | Zwyciężczyni    |
| ------- | ----------- | ---- | ------------- | ----------- | --------------- |
| 2.      | 22 stycznia | 2015 | Kreischberg   | Halfpipe    | Virginie Faivre |
| 25.     | 18 marca    | 2017 | Sierra Nevada | Halfpipe    | Ayana Onozuka   |
| 2.      | 9 lutego    | 2019 | Park City     | Halfpipe    | Kelly Sildaru   |
| 3.      | 30 marca    | 2025 | Engadyana     | Halfpipe    | Zoe Atkin       |

### Puchar Świata

#### Miejsca w klasyfikacji generalnej
- sezon 2011/2012: 139.
- sezon 2012/2013: 153.
- sezon 2013/2014: 154.
- sezon 2014/2015: 31.
- sezon 2015/2016: 77.
- sezon 2016/2017: 22.
- sezon 2017/2018: 7.
- sezon 2018/2019: 11.
- sezon 2019/2020: 68

Od sezonu 2020/2021 klasyfikacja generalna została zastąpiona przez klasyfikację Park & Pipe (OPP), łączącą slopestyle, halfpipe oraz big air.
- sezon 2021/2022: 19.
- sezon 2024/2025: 17.

#### Miejsca na podium
1. Tignes – 12 marca 2015 (halfpipe) – 1. miejsce
2. Tignes – 6 marca 2017 (halfpipe) – 1. miejsce
3. Cardrona – 1 września 2017 (halfpipe) – 1. miejsce
4. Snowmass – 12 stycznia 2018 (halfpipe) – 1. miejsce
5. Tignes – 22 marca 2018 (halfpipe) – 1. miejsce
6. Copper Mountain – 7 grudnia 2018 (halfpipe) – 2. miejsce
7. Calgary – 16 lutego 2019 (halfpipe) – 1. miejsce
8. Mammoth Mountain – 9 marca 2019 (halfpipe) – 1. miejsce
9. Mammoth Mountain – 1 lutego 2020 (halfpipe) – 1. miejsce
10. Copper Mountain – 21 grudnia 2024 (halfpipe) – 3. miejsce